# Ext2Fsd
Ext2Fsd (скор. від Ext2 File System Driver) — це драйвер підтримки файлових систем ext2, ext3 та ext4 для сімейства операційних систем Microsoft Windows з відкритим вихідним кодом, доступний за ліцензією GPL. Драйвер надає можливість доступу на запис і читання розділів з даними файловими системами. Написаний на мові C.
Драйвер може бути встановлений на Windows 2000, Windows XP, Windows Server 2003, Windows Vista, Windows 7, Windows 8, Windows 10, Windows Server 2008, Windows Server 2008 R2. Підтримка Windows NT була припинена у версії 0.30.
Разом з драйвером може бути встановлена програма Ext2Mgr, призначена для управління літерами дисків.

## Можливості

### Таблиця можливостей
|      | Запис | Читання | Журналювання | Індекс каталогу |
| ext2 | Так   | Так     | Н/Д          | Н/Д             |
| ext3 | Так   | Так     | Частково     | Так             |
| ext4 | Так   | Так     | Частково     | Так             |
| ---- | ----- | ------- | ------------ | --------------- |

### Підтримувані можливості Ext3/4
- змінюваний розмір inode: від 128 байт до розміру блоку
- індекси каталогів: підтримка htree індексів
- типи файлів: додаткові режими файлу в записі каталогу (dentry)
- великі файли: підтримуються файли розміром більше 4 ГБ
- швидка перевірка файлової системи при підключенні і перевірка контрольної суми груп
- підтримка екстентів у режимі тільки читання
- підтримка журналу: підтримується тільки обробка даних з внутрішнього журналу
- файлові посилання: підтримуються як символічні (symlink), так і жорсткі (hardlink)
- підтримка різних кодових сторінок: utf8, cp1251 і т. д.
- монтування з правами зазначеного користувача: передбачена можливість вказати ідентифікатор користувача (uid) і групи (gid)

### Непідтримувані функції Ext3/4
- journal: дії на основі журналу операцій, використання зовнішнього журналу
- розширені атрибути файлів EA, підтримка списків контролю доступу (ACL)

### Можливості, які будуть реалізовані в майбутньому
- покращена підтримка екстентів
- перевірка розширених атрибутів (EA) і списків контролю доступу (ACL)

### Критика
Програма дозволяє як призначати розділам літери, так і видаляти їх. Незважаючи на те, що вона призначена для Ext2/3/4, з інтерфейсу можна вільно видалити (наприклад, випадково або з інтересу) літеру C системного NTFS-розділу Windows — в цьому випадку Windows зависає і більше не завантажується.